# Rastatt
Rastatt je grad u njemačkoj pokrajini Baden-Württemberg, blizu granice s Francuskom. Oko 48.000 stanovnika živi u gradu na rijeci Murg.
U okolici Rastatta su gradovi Steinmauern, Ötigheim, Muggensturm, Bischweier, Kuppenheim, Baden-Baden i Iffezheim te Munchhausen i Seltz u Francuskoj.
- Rastatt

## Vanjske poveznice
- Službena stranica (njem.)

### Ostali projekti
|  | Zajednički poslužitelj ima još gradiva o temi Rastatt |